# 더 베스트 (영화)
《더 베스트》(영어: By the Sword)는 미국에서 제작된 제러미 케이건 감독의 1991년 스포츠 드라마 영화이다. F. 머리 에이브러햄 등이 출연하였고, 말런 스태그스 등이 제작에 참여하였다. 이 영화는 펜싱을 중심 소재로 다룬 최초의 장편 영화이다.

## 출연진
- F. 머리 에이브러햄
- 에릭 로버츠
- 미아 세라
- 크리스토퍼 라이델
- 일레인 케이건
- 브렛 컬런
- 더그 워트
- 스티븐 포크

## 기타 제작진
- 공동 제작: 래리 에이브럼스, 마이클 터버나
- 배역: 조이 토드
- 미술: 게리 프룻커프
- 세트: K.C. 폭스
- 의상: 수전 나이닝거